# سینسه
سینسه (به اسپانیایی: Sincé) یک سکونتگاه مسکونی در کلمبیا است که در بخش سوکره واقع شده‌است.